# Estación Corrientes (Urquiza)
Corrientes es una estación de ferrocarril ubicada en la ciudad de Corrientes en el departamento Capital en la provincia de Corrientes, República Argentina. Pertenece al Ferrocarril General Urquiza y se encuentra precedida por la Estación Riachuelo.

## Historia
El tramo entre Saladas y la ciudad de Corrientes del Ferrocarril Nordeste Argentino fue inaugurado el 15 de marzo de 1891, quedando habilitada la Estación Corrientes. 
La Estación Corrientes fue demolida durante las obras del Puente General Manuel Belgrano inaugurado en 1973 y se construyó una nueva unos 5 km antes, levantándose el acceso ferroviario de 257 metros a un muelle sobre el río Paraná.
Sin trenes de pasajeros desde 1993, cuando dejó de correr el tren “El Correntino” que unía Federico Lacroze con Corrientes, vía Zárate, Basavilbaso, Concordia, Monte Caseros, Curuzú Cuatiá y Mercedes.